# 魔法少女沙枝
『魔法少女沙枝』（まほうしょうじょさえ）は、水坂早希による官能小説。及びそれを原作とした、ミルフィーユより発売の18禁アドベンチャーゲームシリーズと、ひまじんより発売の成人向けアニメ。

## ストーリー
女子高生・楠沙枝は、別次元の魔法の国・エーテルランドの女王に認められ変身した13人目の魔法少女である。彼女は、禁忌を犯した異世界からの違反者たちを撃退するべく立ち向かっていく。 

## 主要キャラクター

### 主要人物
楠沙枝（くすのき さえ）
声：野神奈々
白樺学園の女子生徒。本人は自覚していないが非常に容姿端麗であり、つややかな長い髪と清楚な顔立ちをした美少女。学園のアイドルとされるほど男子学生からの人気は高く学園では5本の指に入るほどのアイドルだが、本人は異性の前ではまともに話せないのが悩み。
容姿と違い性格はのほほんとしたかなりのお人好し。重度の運動オンチで、何もないところで転んだりすることもしばしば。恥ずかしがりな性格からまだ誰ともつきあったことがない生粋の処女。貞操観念は非常に強く処女は初めて好きになった人に捧げると決めている。
強い思念の持ち主（＝強い魔力を持つ者）としてエーテルランドの女王に認められ、魔法少女に変身して違反者と戦うことになる。
ルールアンとの戦いではエミットを人質にされてしまい、エミットの安全と引き換えに放尿すると男性と同じ性的快感を味わう魔法をかけられてしまう。魔法をかけられた後はトイレにいくことを禁じられ、魔法により尿意を促され限界まで尿意に耐えた末に尿意が限界に到達してしまう。
ルールアンに操られた男性達により処女喪失するも、後にエミットの力で処女膜を再生し処女に戻れた。
西島翔子（にしじま しょうこ）
声：本山美奈
沙枝の親友で、西島財閥の令嬢。沙枝を萌えの対象として見ながらも、彼女のことを第一に考えている。
アイドルの雰囲気とは違うものの、トンボ眼鏡と腰まで届くソバージュの黒髪が印象的な美少女。性格も非常に心優しく沙枝からの相談にも快く応じている。
沙枝より小柄だが学年一の巨乳であり沙枝の胸を凌駕する。一見ぽっちゃりして見えるものの胸以外の部分は見事にほっそりとしたトランジスタグラマー。
西島財閥のお嬢様だが、ミリタリー、模型、アニメなど幅広くのめり込む重度のオタク。『魔法少女沙枝 Vol.2』で翔子も魔法少女に変身することとなる。
エミット
声：乃嶋架菜
エーテルランドから沙枝のサポートのために来た妖精。フランス人形のような容姿の美少女だが言動は楽天的で大雑把。
違反者の探知や記憶の操作の魔法が主で、攻撃魔法は使えるものの威力はない。

### その他
村上静流（むらかみ しずる）
声：岬友美
沙枝の友人。
明神亜久斗
沙枝たちのピンチを救った魔法使い。

### 違反者
ルールアン
声：鈴美巴
エーテルランドから人間界にやってきた違反者で、淫らな魔法を得意とする美女なため美少女をいじめるのが大好きなサディストとして名を馳せている。
濃紺のボンデージファッションを身に付けた、妖艶なショートカットの女性。沙枝の思念を狙い襲撃。エミットを人質とすることで沙枝にトイレにいくことを禁じる。限界まで尿意に耐えた沙枝が尿意が限界に到達した後は男性達を操り沙枝の処女を奪うも敗北した。
キャシー（本名：ゴンザレス）
エーテルランドから人間界にやってきた違反者。ピンクのアフロヘアーと奇抜な化粧が特徴的な黒人男性の姿をしており、オネエ言葉で話す。
背徳の信念の持ち主。

## 書誌情報
- 『魔法少女沙枝〈1〉』（著：水坂早希/挿絵：ひぐちいさみ、マイクロマガジン社 - 二次元ドリームノベルズ、2003年5月発売） ISBN 4-89637-140-2
- 『魔法少女沙枝〈2〉』（著：水坂早希/挿絵：ひぐちいさみ、キルタイムコミュニケーション - 二次元ドリームノベルズ、2004年11月発売） ISBN 4-86032-090-5
- 『魔法少女沙枝 アンソロジーコミックス』（著：たけのこ星人、キルタイムコミュニケーション - 二次元ドリームコミックス、2006年5月31日発売） ISBN 4-86032-274-6

## ゲームシリーズ
- 『魔法少女沙枝 Vol.1』（2005年11月25日発売）
- 『魔法少女沙枝 Vol.2』（2008年1月25日発売）
- 『魔法少女沙枝 Vol.3』（2010年10月29日発売）
- 『魔法少女沙枝でらっくす』（2012年2月24日発売）
Vol.1～3および新要素を追加したバージョン。Vol.1～3を持っているユーザー向けのアップグレード版も同時発売された。
- 『魔法少女静流』（2014年1月31日発売）
村上静流を主人公にしたスピンオフ作品。

### スタッフ
- 原画：ひぐちいさみ
- シナリオ：水坂早希、高萩いおり

## OVA
- 第1話「魔法少女はじめます」（2006年4月28日発売）
- 第2話「十四人目の魔法少女」（2006年12月22日発売）

スタッフ
- 原作 - キルタイムコミュニケーション
- 企画 - 盛こかん
- 脚本 - 小石川由宇
- 絵コンテ - 福山信市
- 演出 - 川尻祥大
- キャラクターデザイン - 田辺和夫、三井公子
- 作画監督 - 小堺能夫
- 原画 - ANIK、陳得華、金正丸、趙錫均、慶白敏
- 色彩設計 - ひのさとみ
- 美術監督 - 常盤庄司
- 音響監督 - 倒海底王
- 音響制作 - 神南スタジオ
- プロデューサー - たった、天手毛天
- アニメーションプロデューサー - 中塚裕治
- アニメーション制作・製作・発売 - ひまじん